# Тышкевич, Ян (композитор)
Ян Хуберт Ежи Тышкевич-Логойский (пол. Jan Jerzy Hubert Tyszkiewicz; 19 апреля 1927, Тарнаватка — 7 ноября 2009, Оберндорф-ин-Тироль) — польский дворянин, композитор и журналист, радиоведущий, сотрудник Радиостанции Польского Радио «Свободная Европа».

## Биография
Представитель польского дворянского рода Тышкевичей герба «Лелива». Третий из пятерых детей графа Владислава Тышкевича (1898—1940) и Розы Тарновской (1898—1961). Детство провел в родовом имении Тышкевичей в деревне Тарнаватка, в окрестностях города Томашув-Любельски. После потери отца, за ним ухаживал его дядя, Михаил Зигмунд Тышкевич, муж Ганки Ордонувки. В 1944—1945 годах Ян Тышкевич был узником концентрационного лагеря в Дахау. Затем учился в военной гимназии в Шотландии. В 1950—1955 годах прошел обучение в Королевском колледже музыки в Лондоне. После учебы начал работу диктором в отделении RWE в Лиссабоне. В 1961 году Ян начал руководить отделом музыкально-развлекательной Радиостанции Польского Радио «Свободная Европа» в Мюнхене. Среди проводимых через него в эфире были: «Час без час маркера» и «Клуб хит-парад».
Проводил интервью с выдающимися музыкантами, исполнителями джаза: Эллой Фицджеральд, Луи Армстронгом, Каунтом Бейси и Дюком Эллингтоном. Он был также композитором и автором текстов песен. Мировую известность получила песня Song for a Better Tomorrow (Молитва ребенка о лучшем завтра). После многих лет того, когда он являлся лицом без гражданства, в 1975 году получил американское гражданство, и ему пришлось отказаться от титула графа.
В 1989 году впервые со времени Второй мировой войны Ян Тышкевич вернулся в Польшу. В 1992 году вышел на пенсию. В мае 2000 года краковский Театр СТА организовал благотворительный банкет Тышкевича, на канале TVP2, с участием, в частности, Яна Новака-Езёраньского.
В последние годы жизни он жил в городе Оберндорф-ин-Тироль в Австрии.
Был членом Объединения Сотрудников, Партнеров и Друзей Радиостанции Польского Радио «Свободная Европа» имени Яна Новака-Езёраньского.
В 2010 году был посмертно награжден Командорским Крестом Ордена Возрождения Польши.

## Семья
Первой супругой Яна Тышкевича около 1960 года стала Франс де Васконселос (род. 1930), от брака с которой у него была одна дочь:
- Мария Роза Васконселос-Тышкевич-Логойская (род. 6 декабря 1961)

В 1962 году он во второй раз женился на Марии фон Буксгевден (род. 1939). Дети от второго брака:
- Михал Кароль Тышкевич-Логойский (род. 30 мая 1963)
- Ежи Владислав Тышкевич-Логойский (род. 27 июля 1966)
- Владислав Тышкевич-Логойский (род. 11 мая 1983).

## Книги
- Arystokrata bez krawata (wspomnienia; tekst wspomnień oprac. Joanna Głażewska-Szyszko; Świat Książki 2000, ISBN 83-72-2748-0-0)
- Kareta asów (powieść; Libros 2001, ISBN 83-73-1100-6-2)
- Arystokrata bez krawata. Gwiazdy i melodie (Wydawnictwo Kopia 2004, ISBN 83-86290-50-1; Wydawnictwo Nowy Świat 2006, ISBN 83-7386-168-8)